# One UI
One UI é uma interface de usuário (UI) projetado pela Samsung Electronics para seus dispositivos Android que suportam Android 9 Pie ou versões mais recentes. Foi anunciado na Samsung Developer Conference em 2018, e foi revelado no Galaxy Unpacked em fevereiro de 2019 ao lado da série Galaxy S10, Galaxy Buds e Galaxy Fold.
Ela também é a camada de software para sua plataforma de smartwatchs Tizen e Wear OS, que a Samsung co-desenvolveu com a Google. Em 2021, também foi implementado como uma camada de software para a plataforma Microsoft Windows em dispositivos Galaxy Book.
A interface esta na versão estável One UI 7.0 com recursos de Inteligência Artificial Aprimorados.

## Recursos
A One UI foi projetada como parte de um objetivo para fazer o hardware e o software da Samsung "trabalharem juntos e em perfeita harmonia" e fornecer uma experiência mais "natural" em smartphones de tela grande. A One UI possui muitos recursos que estavam na UX Samsung Experience. Um padrão de design proeminente em muitos dos aplicativos de sistema da Samsung é colocar intencionalmente recursos comuns e elementos de interface do usuário ao longo do meio da tela, em vez de perto do topo. Isso os torna mais fáceis de alcançar com o polegar do usuário ao usar o dispositivo com uma mão.
Por razões semelhantes, os aplicativos utilizam cabeçalhos grandes para empurrar seu conteúdo principal para o centro vertical da tela. A barra de navegação suporta o uso de gestos e o sistema habitual de 3 botões, modo noturno em todo o sistema também foi adicionado (o que dá aos elementos da interface do usuário e aos aplicativos suportados um esquema de cores escurecido). Assim como no Android Pie, a tela de aplicativos recentes usa um layout horizontal, em oposição ao layout vertical de versões anteriores.

## Suporte de atualizações

### 2019-2021:
A partir de 5 de agosto de 2020, a Samsung oferece até três anos de atualizações da One UI e quatro anos de atualizações de segurança para os seguintes dispositivos:
- Família Galaxy S10 e S20.
- Família Galaxy Note 10 e Note 20.
- Galaxy Z Fold, Z Fold 2 e Z Flip.
- Galaxy A90, A51, A71, A52 e A72.
- Família Galaxy Tab S6 e Tab S7.

### 2021–presente:
A partir de 9 de fevereiro de 2022, a Samsung oferece até quatro anos de atualizações da One UI e cinco anos de atualizações de segurança para dispositivos principais vendidos em 2021 e anos posteriores, e dispositivos intermediários vendidos em 2022 e posteriores. Isto inclui a seguinte série de dispositivos.
- Série Galaxy S21 e modelos posteriores.
- Galaxy Z Fold 3, Z Flip 3 e dobráveis posteriores.
- Série Galaxy A2x (A24 e posterior), série Galaxy A3x (A33 e posterior), série A5x (A53 e posterior) e série A7x (A73 e posterior).
- Série Galaxy M3x (M34 e posterior).
- Galaxy Tab S8 e tablets posteriores
- Relógios da série Galaxy Watch 4 e posteriores
- Notebooks Galaxy Book vendidos em 2021 e posteriores. Eles receberão atualizações de segurança por 18 meses após a última grande atualização de recursos do Windows com suporte para esse dispositivo.

## One UI 6 e Galaxy AI
A interface One UI esta na versão estável 6.1.1 com recursos de Inteligência Artificial integrado chamado de Galaxy AI. 
Em janeiro de 2024, o O Galaxy AI chegou ao mercado com o lançamento da linha Galaxy S24 e One UI 6.1.1, com recursos como a câmera que traduz texto, tradução em tempo real e, edição de imagem com IA generativa. Mas os smartphones da linha Galaxy S23 também recebem esta versão, junto com os aparelhos Galaxy Z Fold 5, Galaxy Z Flip 5 e, a linha Tab S9.
Estes aparelhos possuem o processador Qualcomm Snapdragon 8 Gen 2, com um clock maior e núcleo dedicado para tarefas de inteligência artificial, que trabalha também usando a nuvem para agilizar no processamento dessa tarefa.
A versão One UI 7.0 (baseada no Android 15) que seria lançado em julho 2024 teve o lançamento da versão beta adiado.

## Dispositivos suportados

### Smartphones
| Dispositivo                                   | Versão original                                 | Versão atualizada            | Fonte         |
| --------------------------------------------- | ----------------------------------------------- | ---------------------------- | ------------- |
| Série Galaxy S                                |                                                 |                              |               |
| Samsung Galaxy S8/S8+/S8 Active               | Samsung Experience 8.1 (Android 7.0 "Nougat")   | One UI 1.0 (Android 9 "Pie") | [ 9 ]         |
| Samsung Galaxy S9/S9+                         | Samsung Experience 9.0 (Android 8.0 "Oreo")     | One UI 2.5 (Android 10)      | [ 10 ]        |
| Samsung Galaxy S10e/S10/S10+/S10 5G           | One UI 1.1 (Android 9 "Pie")                    | One UI 4.1 (Android 12)      |               |
| Samsung Galaxy S10 Lite                       | One UI 2.0 (Android 10)                         | One UI 5.1 (Android 13)      |               |
| Samsung Galaxy S20/S20+/S20 Ultra (LTE/5G)    | One UI 2.1 (Android 10)                         | One UI 5.1 (Android 13)      | [ 11 ]        |
| Samsung Galaxy S20 Fan Edition (LTE/5G)       | One UI 2.5 (Android 10)                         | One UI 5.1 (Android 13)      |               |
| Samsung Galaxy S21 5G/S21+ 5G/S21 Ultra 5G    | One UI 3.1 (Android 11)                         | One UI 6.1 (Android 14)      | [ 12 ]        |
| Samsung Galaxy S21 Fan Edition 5G             | One UI 4.0 (Android 12)                         | One UI 6.1 (Android 14)      |               |
| Samsung Galaxy S22 5G/S22+ 5G/S22 Ultra 5G    | One UI 4.1 (Android 12)                         | One UI 6.1 (Android 14)      |               |
| Samsung Galaxy S23/S23+/S23 Ultra             | One UI 5.1 (Android 13)                         | One UI 6.1.1 (Android 14)    |               |
| Samsung Galaxy S24/S24+/S24 Ultra             | One UI 6.1 (Android 14)                         | One UI 6.1.1 (Android 14)    |               |
| Samsung Galaxy S25/S25+/S25 Ultra/S25 Edge    | One UI 7.0 (Android 15)                         | One UI 7.0 (Android 15)      |               |
| Série Galaxy Z                                |                                                 |                              |               |
| Samsung Galaxy Z Fold                         | One UI 1.1 (Android 9 "Pie")                    | One UI 4.1.1 (Android 12L)   | [ 13 ]        |
| Samsung Galaxy Z Flip/Z Flip 5G               | One UI 2.1 (Android 10)                         | One UI 5.1 (Android 13)      | [ 14 ]        |
| Samsung Galaxy Z Fold 2 (LTE/5G)              | One UI 2.5 (Android 10)                         | One UI 5.1 (Android 13)      | [ 15 ]        |
| Samsung Galaxy Z Fold 3 5G                    | One UI 3.1.1 (Android 11)                       | One UI 5.1 (Android 13)      |               |
| Samsung Galaxy Z Flip 3 5G                    | One UI 3.1.1 (Android 11)                       | One UI 5.1 (Android 13)      | [ 16 ]        |
| Samsung Galaxy Z Fold 4                       | One UI 4.1.1 (Android 12L)                      | One UI 5.1 (Android 13)      |               |
| Samsung Galaxy Z Flip 4                       | One UI 4.1.1 (Android 12L)                      | One UI 5.1 (Android 13)      |               |
| Série Galaxy Note                             |                                                 |                              |               |
| Samsung Galaxy Note Fan Edition               | Samsung Experience 8.1 (Android 7.0 "Nougat")   | One UI 1.0 (Android 9 "Pie") | [ 17 ]        |
| Samsung Galaxy Note 8                         | Samsung Experience 8.5 (Android 7.1.1 "Nougat") | One UI 1.0 (Android 9 "Pie") | [ 18 ]        |
| Samsung Galaxy Note 9                         | Samsung Experience 9.5 (Android 8.1 "Oreo")     | One UI 2.5 (Android 10)      | [ 19 ]        |
| Samsung Galaxy Note 10/Note 10+ (LTE/5G)      | One UI 1.5 (Android 9 "Pie")                    | One UI 4.1 (Android 12)      | [ 13 ]        |
| Samsung Galaxy Note 10 Lite                   | One UI 2.0 (Android 10)                         | One UI 5.1 (Android 13)      | [ 20 ]        |
| Samsung Galaxy Note 20/Note 20 Ultra (LTE/5G) | One UI 2.5 (Android 10)                         | One UI 5.1 (Android 13)      | [ 15 ]        |
| Série Galaxy A                                |                                                 |                              |               |
| Samsung Galaxy A8/A8+ (2018)                  | Samsung Experience 8.5 (Android 7.1.1 "Nougat") | One UI 1.0 (Android 9 "Pie") | [ 21 ]        |
| Samsung Galaxy A6/A6+ (2018)                  | Samsung Experience 9.0 (Android 8.0 "Oreo")     | One UI 2.0 (Android 10)      | [ 22 ] [ 23 ] |
| Samsung Galaxy A7 (2018)                      | Samsung Experience 9.0 (Android 8.0 "Oreo")     | One UI 2.0 (Android 10)      | [ 24 ]        |
| Samsung Galaxy A8 Star (2018)/A9 Star         | Samsung Experience 9.0 (Android 8.0 "Oreo")     | One UI 2.0 (Android 10)      | [ 25 ]        |
| Samsung Galaxy A9 (2018)                      | Samsung Experience 9.0 (Android 8.0 "Oreo")     | One UI 2.0 (Android 10)      | [ 26 ]        |
| Samsung Galaxy A10                            | One UI 1.1 (Android 9 "Pie")                    | One UI 3.1 (Android 11)      | [ 27 ]        |
| Samsung Galaxy A10e/Galaxy A20 (Japan)        | One UI 1.1 (Android 9 "Pie")                    | One UI 3.1 (Android 11)      | [ 28 ]        |
| Samsung Galaxy A10s                           | One UI Core 1.1 (Android 9 ''Pie'')             | One UI Core 3.1 (Android 11) |               |
| Samsung Galaxy A20                            | One UI 1.1 (Android 9 "Pie")                    | One UI 3.1 (Android 11)      | [ 29 ]        |
| Samsung Galaxy A20e                           | One UI 1.1 (Android 9 "Pie")                    | One UI 3.1 (Android 11)      | [ 30 ]        |
| Samsung Galaxy A20s                           | One UI Core 1.1 (Android 9 ''Pie'')             | One UI Core 3.1 (Android 11) |               |
| Samsung Galaxy A30                            | One UI 1.1 (Android 9 "Pie")                    | One UI 3.1 (Android 11)      | [ 31 ]        |
| Samsung Galaxy A30s                           | One UI 1.5 (Android 9 "Pie")                    | One UI 3.1 (Android 11)      | [ 32 ]        |
| Samsung Galaxy A40                            | One UI 1.1 (Android 9 "Pie")                    | One UI 3.1 (Android 11)      | [ 33 ]        |
| Samsung Galaxy A50                            | One UI 1.1 (Android 9 "Pie")                    | One UI 3.1 (Android 11)      | [ 34 ]        |
| Samsung Galaxy A50s                           | One UI 1.5 (Android 9 "Pie")                    | One UI 3.1 (Android 11)      | [ 35 ]        |
| Samsung Galaxy A60                            | One UI 1.1 (Android 9 "Pie")                    | One UI 3.1 (Android 11)      | [ 36 ] [ 37 ] |
| Samsung Galaxy A70                            | One UI 1.1 (Android 9 "Pie")                    | One UI 3.1 (Android 11)      | [ 38 ]        |
| Samsung Galaxy A70s                           | One UI 1.1 (Android 9 "Pie")                    | One UI 3.1 (Android 11)      | [ 39 ]        |
| Samsung Galaxy A80                            | One UI 1.1 (Android 9 "Pie")                    | One UI 3.1 (Android 11)      | [ 33 ]        |
| Samsung Galaxy A90 5G                         | One UI 1.5 (Android 9 "Pie")                    | One UI 3.1 (Android 11)      | [ 40 ]        |
| Samsung Galaxy A01                            | One UI Core 2.0 (Android 10)                    | One UI Core 4.1 (Android 12) |               |
| Samsung Galaxy A11                            | One UI Core 2.0 (Android 10)                    | One UI Core 4.1 (Android 12) | [ 41 ]        |
| Samsung Galaxy A21 (Japão)                    | One UI Core 2.1 (Android 10)                    | One UI Core 4.1 (Android 12) |               |
| Samsung Galaxy A21                            | One UI Core 2.1 (Android 10)                    | One UI Core 4.1 (Android 12) |               |
| Samsung Galaxy A21s                           | One UI Core 2.1 (Android 10)                    | One UI Core 4.1 (Android 12) |               |
| Samsung Galaxy A31                            | One UI 2.1 (Android 10)                         | One UI 4.1 (Android 12)      | [ 42 ]        |
| Samsung Galaxy A41                            | One UI 2.1 (Android 10)                         | One UI 4.1 (Android 12)      | [ 43 ]        |
| Samsung Galaxy A51 (LTE)                      | One UI 2.0 (Android 10)                         | One UI 5.1 (Android 13)      | [ 44 ]        |
| Samsung Galaxy A51 5G                         | One UI 2.1 (Android 10)                         | One UI 5.1 (Android 13)      |               |
| Samsung Galaxy A71 (LTE)                      | One UI 2.0 (Android 10)                         | One UI 5.1 (Android 13)      |               |
| Samsung Galaxy A71 5G/A Quantum               | One UI 2.1 (Android 10)                         | One UI 5.1 (Android 13)      |               |
| Samsung Galaxy A02                            | One UI Core 2.5 (Android 10)                    | One UI Core 4.1 (Android 12) |               |
| Samsung Galaxy A02s                           | One UI Core 2.5 (Android 10)                    | One UI Core 4.1 (Android 12) |               |
| Samsung Galaxy A12                            | One UI Core 2.5 (Android 10)                    | One UI Core 4.1 (Android 12) |               |
| Samsung Galaxy A12 Nacho                      | One UI Core 3.1 (Android 11)                    | One UI Core 5.1 (Android 13) |               |
| Samsung Galaxy A22                            | One UI Core 3.1 (Android 11)                    | One UI Core 5.1 (Android 13) |               |
| Samsung Galaxy A22 5G                         | One UI Core 3.1 (Android 11)                    | One UI Core 5.1 (Android 13) |               |
| Samsung Galaxy A32 (LTE)                      | One UI 3.1 (Android 11)                         | One UI 5.1 (Android 13)      |               |
| Samsung Galaxy A32 5G                         | One UI 3.1 (Android 11)                         | One UI 5.1 (Android 13)      |               |
| Samsung Galaxy A42 5G                         | One UI 2.5 (Android 10)                         | One UI 5.1 (Android 13)      | [ 45 ]        |
| Samsung Galaxy A52                            | One UI 3.1 (Android 11)                         | One UI 5.1 (Android 13)      |               |
| Samsung Galaxy A52 5G                         | One UI 3.1 (Android 11)                         | One UI 5.1 (Android 13)      |               |
| Samsung Galaxy A52s 5G                        | One UI 3.1 (Android 11)                         | One UI 5.1 (Android 13)      |               |
| Samsung Galaxy A72                            | One UI 3.1 (Android 11)                         | One UI 5.1 (Android 13)      |               |
| Samsung Galaxy A82 5G/Galaxy Quantum 2        | One UI 3.1 (Android 11)                         | One UI 5.1 (Android 13)      |               |
| Samsung Galaxy A03                            | One UI Core 3.1 (Android 11)                    | One UI Core 5.1 (Android 13) |               |
| Samsung Galaxy A03s                           | One UI Core 3.1 (Android 11)                    | One UI Core 5.1 (Android 13) |               |
| Samsung Galaxy A13 (LTE)                      | One UI Core 4.1 (Android 12)                    | One UI Core 5.1 (Android 13) |               |
| Samsung Galaxy A13 5G                         | One UI Core 3.1 (Android 11)                    | One UI Core 5.1 (Android 13) | [ 46 ]        |
| Samsung Galaxy A23                            | One UI 4.1 (Android 12)                         | One UI 5.1 (Android 13)      |               |
| Samsung Galaxy A23 5G                         | One UI 4.1 (Android 12)                         | One UI 5.1 (Android 13)      |               |
| Samsung Galaxy A33 5G                         | One UI 4.1 (Android 12)                         | One UI 5.1 (Android 13)      |               |
| Samsung Galaxy A53 5G                         | One UI 4.1 (Android 12)                         | One UI 5.1 (Android 13)      |               |
| Samsung Galaxy A73 5G                         | One UI 4.1 (Android 12)                         | One UI 5.1 (Android 13)      |               |
| Samsung Galaxy A04                            | One UI Core 4.1 (Android 12)                    | One UI Core 5.1 (Android 13) |               |
| Samsung Galaxy A04e                           | One UI Core 4.1 (Android 12)                    | One UI Core 5.1 (Android 13) |               |
| Samsung Galaxy A04s                           | One UI Core 4.1 (Android 12)                    | One UI Core 5.1 (Android 13) |               |
| Samsung Galaxy A14                            | One UI Core 5.1 (Android 13)                    | One UI Core 5.1 (Android 13) |               |
| Samsung Galaxy A14 5G                         | One UI Core 5.0 (Android 13)                    | One UI Core 5.1 (Android 13) |               |
| Samsung Galaxy A24                            | One UI 5.1 (Android 13)                         | One UI 5.1 (Android 13)      |               |
| Samsung Galaxy A34 5G                         | One UI 5.1 (Android 13)                         | One UI 5.1 (Android 13)      |               |
| Samsung Galaxy A54 5G                         | One UI 5.1 (Android 13)                         | One UI 5.1 (Android 13)      |               |
| Série Galaxy XCover                           |                                                 |                              |               |
| Samsung Galaxy Xcover 4                       | Samsung Experience 8.1 (Android 7.0 "Nougat")   | One UI 1.0 (Android 9 "Pie") |               |
| Samsung Galaxy Xcover 4s                      | One UI 1.1 (Android 9 "Pie")                    | One UI 3.1 (Android 11)      | [ 47 ]        |
| Samsung Galaxy Xcover Pro                     | One UI 2.0 (Android 10)                         | One UI 5.1 (Android 13)      | [ 48 ]        |
| Samsung Galaxy Xcover 5                       | One UI 3.1 (Android 11)                         | One UI 5.1 (Android 13)      |               |
| Samsung Galaxy Xcover 6 Pro                   | One UI 4.1 (Android 12)                         | One UI 5.1 (Android 13)      |               |
| Série Galaxy M                                |                                                 |                              |               |
| Samsung Galaxy M10                            | Samsung Experience 9.5 (Android 8.1 ''Oreo'')   | One UI Core 2.0 (Android 10) |               |
| Samsung Galaxy M10s                           | One UI Core 1.1 (Android 9 ''Pie'')             | One UI Core 3.1 (Android 11) |               |
| Samsung Galaxy M20                            | Samsung Experience 9.5 (Android 8.1 ''Oreo'')   | One UI Core 2.0 (Android 10) |               |
| Samsung Galaxy M30                            | Samsung Experience 9.5 (Android 8.1 ''Oreo'')   | One UI Core 2.0 (Android 10) |               |
| Samsung Galaxy M30s                           | One UI Core 1.1 (Android 9 ''Pie'')             | One UI Core 3.1 (Android 11) |               |
| Samsung Galaxy M40                            | One UI Core 1.1 (Android 9 "Pie")               | One UI Core 3.1 (Android 11) |               |
| Samsung Galaxy M01                            | One UI Core 2.0 (Android 10)                    | One UI Core 4.1 (Android 12) |               |
| Samsung Galaxy M01s                           | One UI Core 1.1 (Android 9 "Pie")               | One UI Core 3.1 (Android 11) |               |
| Samsung Galaxy M11                            | One UI Core 2.0 (Android 10)                    | One UI Core 4.1 (Android 12) |               |
| Samsung Galaxy M21                            | One UI Core 2.0 (Android 10)                    | One UI Core 4.1 (Android 12) |               |
| Samsung Galaxy M21s                           | One UI Core 2.0 (Android 10)                    | One UI Core 4.1 (Android 12) |               |
| Samsung Galaxy M31                            | One UI Core 2.0 (Android 10)                    | One UI Core 4.1 (Android 12) |               |
| Samsung Galaxy M31s                           | One UI Core 2.1 (Android 10)                    | One UI Core 4.1 (Android 12) |               |
| Samsung Galaxy M51                            | One UI Core 2.1 (Android 10)                    | One UI Core 4.1 (Android 12) |               |
| Samsung Galaxy M02                            | One UI Core 2.5 (Android 10)                    | One UI Core 4.1 (Android 12) |               |
| Samsung Galaxy M02s                           | One UI Core 2.5 (Android 10)                    | One UI Core 4.1 (Android 12) |               |
| Samsung Galaxy M12                            | One UI Core 3.1 (Android 11)                    | One UI Core 5.1 (Android 13) |               |
| Samsung Galaxy M22                            | One UI Core 3.1 (Android 11)                    | One UI Core 5.1 (Android 13) |               |
| Samsung Galaxy M32                            | One UI 3.1 (Android 11)                         | One UI 5.1 (Android 13)      |               |
| Samsung Galaxy M32 5G                         | One UI 3.1 (Android 11)                         | One UI 5.1 (Android 13)      |               |
| Samsung Galaxy M42 5G                         | One UI 3.1 (Android 11)                         | One UI 5.1 (Android 13)      |               |
| Samsung Galaxy M52 5G                         | One UI 3.1 (Android 11)                         | One UI 5.1 (Android 13)      |               |
| Samsung Galaxy M62                            | One UI 3.1 (Android 11)                         | One UI 5.1 (Android 13)      |               |
| Samsung Galaxy M13                            | One UI Core 4.1 (Android 12)                    | One UI Core 5.1 (Android 13) |               |
| Samsung Galaxy M13 5G                         | One UI Core 4.1 (Android 12)                    | One UI Core 5.1 (Android 13) |               |
| Samsung Galaxy M23 5G                         | One UI 4.1 (Android 12)                         | One UI 5.1 (Android 13)      |               |
| Samsung Galaxy M33 5G                         | One UI 4.1 (Android 12)                         | One UI 5.1 (Android 13)      |               |
| Samsung Galaxy M53 5G                         | One UI 4.1 (Android 12)                         | One UI 5.1 (Android 13)      |               |
| Samsung Galaxy M04                            | One UI Core 4.1 (Android 12)                    | One UI Core 5.1 (Android 13) |               |
| Samsung Galaxy M14 5G                         | One UI Core 5.0 (Android 13)                    | One UI Core 5.0 (Android 13) |               |
| Samsung Galaxy M54 5G                         | One UI 5.1 (Android 13)                         | One UI 5.1 (Android 13)      |               |
| Série Galaxy F                                |                                                 |                              |               |
| Samsung Galaxy F41                            | One UI Core 2.1 (Android 10)                    | One UI Core 4.1 (Android 12) |               |
| Samsung Galaxy F02s                           | One UI Core 2.1 (Android 10)                    | One UI Core 4.1 (Android 12) |               |
| Samsung Galaxy F12                            | One UI Core 3.1 (Android 11)                    | One UI Core 5.1 (Android 13) |               |
| Samsung Galaxy F22                            | One UI Core 3.1 (Android 11)                    | One UI Core 5.1 (Android 13) |               |
| Samsung Galaxy F42 5G                         | One UI Core 3.1 (Android 11)                    | One UI Core 5.1 (Android 13) |               |
| Samsung Galaxy F52 5G                         | One UI 3.1 (Android 11)                         | One UI 5.1 (Android 13)      |               |
| Samsung Galaxy F62                            | One UI 3.1 (Android 11)                         | One UI 5.1 (Android 13)      |               |
| Samsung Galaxy F13                            | One UI Core 4.1 (Android 12)                    | One UI 5.1 (Android 13)      |               |
| Samsung Galaxy F23 5G                         | One UI 4.1 (Android 12)                         | One UI 5.1 (Android 13)      |               |
| Samsung Galaxy F04                            | One UI Core 4.1 (Android 12)                    | One UI Core 5.1 (Android 13) |               |
| Samsung Galaxy F14 5G                         | One UI Core 5.1 (Android 13)                    | One UI Core 5.1 (Android 13) |               |
| Samsung Galaxy F54                            | One UI 5.1 (Android 13)                         | One UI 5.1 (Android 13)      |               |
| Série Galaxy J                                |                                                 |                              |               |
| Samsung Galaxy J3 (2017)/J3 Pro               | Samsung Experience 8.1 (Android 7.0 "Nougat")   | One UI 1.1 (Android 9 "Pie") | [ 49 ]        |
| Samsung Galaxy J5 (2017)/J5 Pro               | Samsung Experience 8.1 (Android 7.0 "Nougat")   | One UI 1.1 (Android 9 "Pie") | [ 50 ]        |
| Samsung Galaxy J7 (2017)/J7 Pro               | Samsung Experience 8.1 (Android 7.0 "Nougat")   | One UI 1.1 (Android 9 "Pie") | [ 51 ]        |
| Samsung Galaxy J7 Core/J7 Neo/J7 Nxt          | Samsung Experience 8.1 (Android 7.0 "Nougat")   | One UI 1.1 (Android 9 "Pie") | [ 52 ]        |
| Samsung Galaxy J7 Prime (2018)/J7 Prime 2     | Samsung Experience 8.1 (Android 7.0 "Nougat")   | One UI 1.1 (Android 9 "Pie") | [ 53 ]        |
| Samsung Galaxy J7 Duo                         | Samsung Experience 9.0 (Android 8.0 "Oreo")     | One UI 2.0 (Android 10)      | [ 54 ]        |
| Samsung Galaxy J7 (2018) US                   | Samsung Experience 9.0 (Android 8.0 "Oreo")     | One UI 2.0 (Android 10)      | [ 55 ]        |
| Samsung Galaxy J4                             | Samsung Experience 9.0 (Android 8.0 "Oreo")     | One UI 2.0 (Android 10)      | [ 56 ]        |
| Samsung Galaxy J6/On6                         | Samsung Experience 9.0 (Android 8.0 "Oreo")     | One UI 2.0 (Android 10)      | [ 57 ]        |
| Samsung Galaxy J8/On8                         | Samsung Experience 9.0 (Android 8.0 "Oreo")     | One UI 2.0 (Android 10)      | [ 58 ]        |
| Samsung Galaxy J4+                            | Samsung Experience 9.5 (Android 8.1 "Oreo")     | One UI 2.0 (Android 10)      |               |
| Samsung Galaxy J6+                            | Samsung Experience 9.5 (Android 8.1 "Oreo")     | One UI 2.0 (Android 10)      |               |